# Distretto di Kachovka
Il distretto di Kachovka (in ucraino Каховський район?, Kachovśkyj rajon) è un distretto nell'oblast' di Cherson in Ucraina. Il suo centro amministrativo è la città di Nova Kachovka. Ha una popolazione di 216 458 abitanti.
Il 18 luglio 2020, come parte della riforma amministrativa dell'Ucraina, il numero di distretti dell'oblast di Cherson, è stato ridotto a cinque e l'area del distretto di Kachovka  è stata notevolmente ampliata.